# کیلومیکرون

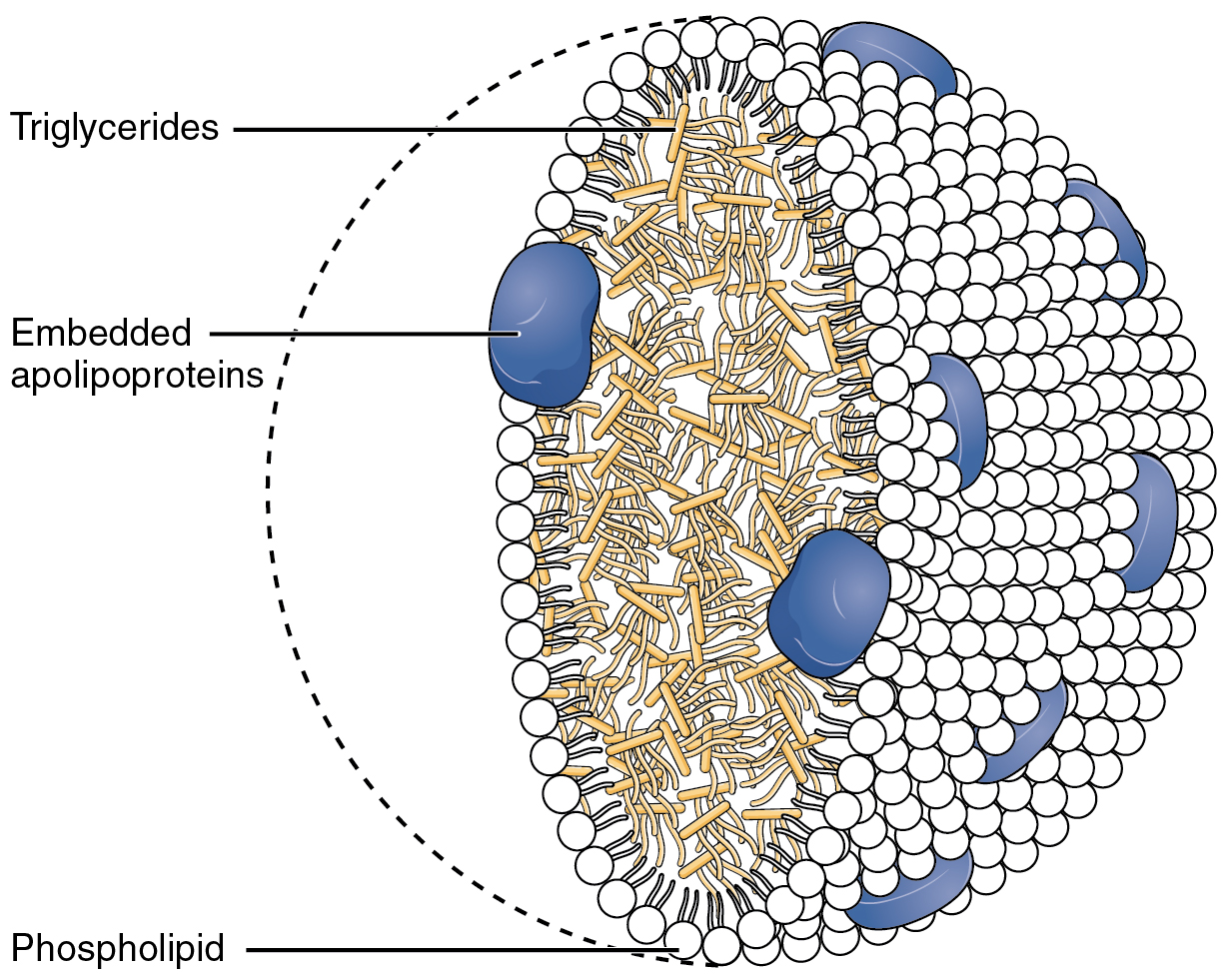
نمایش شکل شماتیک یک کیلومیکرون

کیلومیکرون یا شیلومیکرون (نام علمی: Chylomicron) یک ذرهٔ لیپوپروتئینی در گردش در خون است که حاوی تری‌گلیسرید (۸۵–۹۲٪)، فسفولیپید (۶–۱۲٪)، کلسترول (۱–۳٪) و پروتئین (۱–۲٪) است. کیلومیکرون‌ها به‌طور عمده تری‌گلیسرید غذا را پس از جذب روده‌ای به اندام‌ها منتقل می‌کنند و یکی از انواع پنجگانهٔ لیپوپروتئین خون هستند. کیلومیکرون در سلول‌های پوششی روده ساخته می‌شود.
وجود پروتئین و فسفولیپید موجب می‌شود که چربی غیرمحلول در آب بتواند در جریان خون شناور شود. کیلومیکرون‌ها به‌طور عمده چربی (تری‌گلیسرید) غذا را پس از جذب از روده به اندام‌هایی مانند بافت چربی، عضلات، قلب و کبد منتقل می‌کنند.

## سرنوشت کیلومیکرون‌ها در بدن
کیلومیکرون نخست در روده و در ریزپرزهای روده جذب شده و با اگزوسیتوز وارد مویرگ‌های لنفی می‌شود سپس رگ‌های لنفی و مجرای لنفی چپ و راست (مجرای لفی چپ قطورتر از راست است) می‌شود.
سپس داخل سیاهرگ زیرترقوه‌ای چپ و راست شده، که لنف این دو مجرای لنفی (چپ و راست) بیشتر به سیاهرگ ترقوه‌ای چپ وارد می‌شود.
سپس به بزرگ سیاهرگ زبرین می‌رود.
داخل دهلیز راست شده،
از راه سرخرگ ششی به شش رفته و از سیاهرگ ششی به قلب برگشته و از قلب به تمام بدن از جمله کبد پمپ می‌شوند.
کیلومیکرون‌ها پس از رسیدن به کبد سه سرنوشت دارند:
1. در کبد اندوخته شده و اگر بیشتر از اندازه مجاز اندوخه شود موجب بیماری کبد چرب می‌شود
2. به LDL و HDL تبدیل می‌شود
3. به بافت چربی می‌رود و در آنجا اندوخته می‌شود